# Bitwa pod Olszanicą (1920)

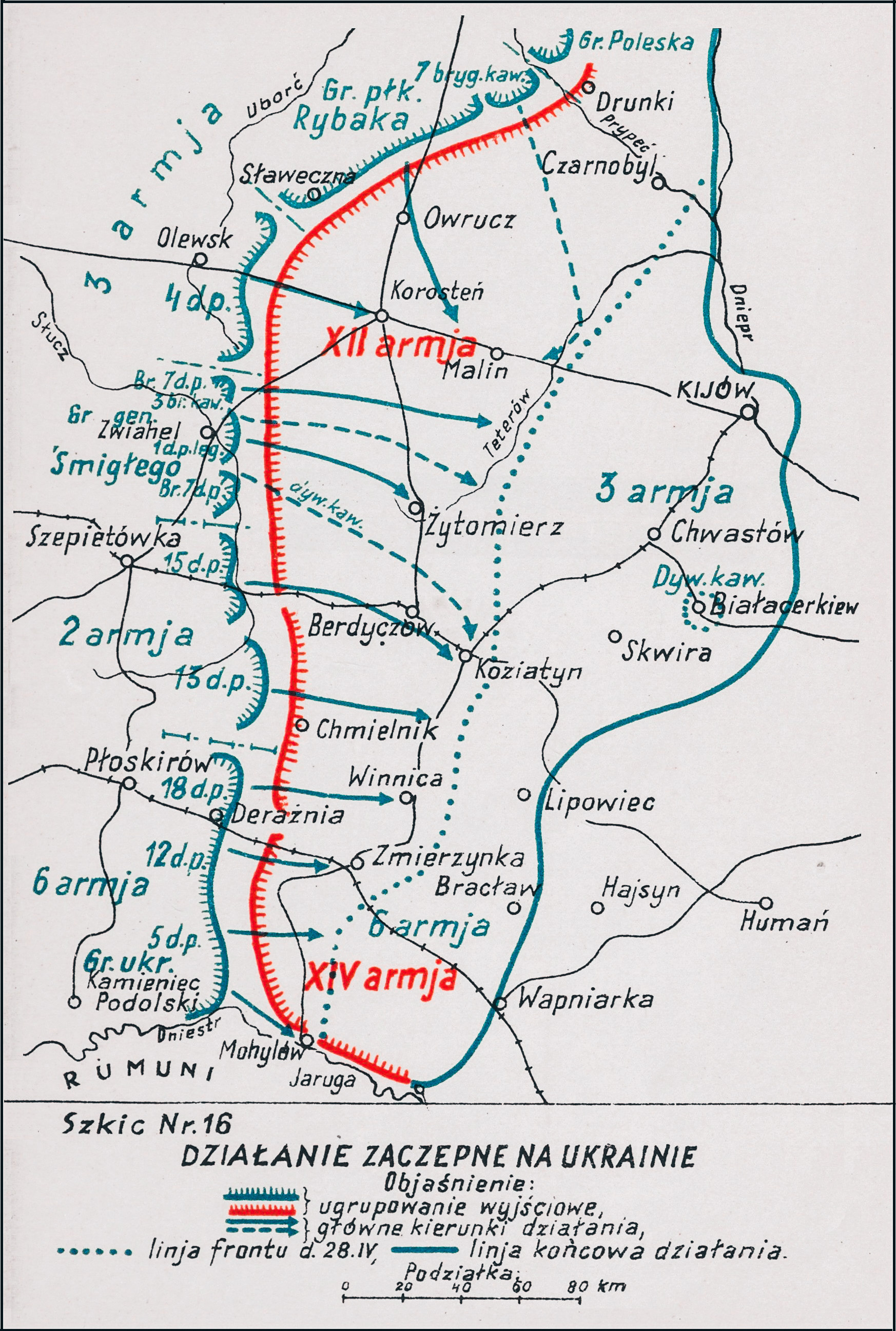
Adam Przybylski,
Wojna Polska 1918–1921

Bitwa pod Olszanicą – walki polskiej 4 Brygady Jazdy z oddziałami sowieckiej 14 Armii, a potem grupy „Wasylków" ppłk. Stefana Dęba-Biernackiego z oddziałami sowieckiej 44 Dywizji Strzelców toczone w okresie II fazy operacji kijowskiej w czasie wojny polsko-bolszewickiej.

## Geneza
25 kwietnia rozpoczęła się polska ofensywa na Ukrainie. Zgrupowane na froncie od Starej Uszycy nad Dniestrem po Prypeć trzy polskie armie uderzyły na wschód. Po stronie sowieckiej broniły się 12 Armia Siergieja Mieżeninowa i 14 Armia Ijeronima Uborewicza, posiadające w swoim składzie siedem dywizji strzelców i jedną dywizję kawalerii.

## Walczące wojska
| Jednostka                                | Dowódca                     | Podporządkowanie |
| Wojsko Polskie                           |                             |                  |
| Dywizja Jazdy                            | gen. Jan Romer              | 3 Armia          |
| ⇒ 4 Brygada Jazdy                        |                             | 1 Dywizja Jazdy  |
| → 9 pułk ułanów                          | Józef Dunin-Borkowski       |                  |
| → 14 pułk ułanów                         | mjr Konstanty Plisowski     |                  |
| ⇒ grupa „Wasylków”                       | ppłk Stefan Dąb-Biernacki   |                  |
| → 5 pułk piechoty Legionów               | mjr Jerzy Dobrodzicki       |                  |
| – II/ 5 pułku piechoty                   | kpt. Stanisław Skwarczyński |                  |
| — 4/5 pułku piechoty Legionów            | ppor. Białous               |                  |
| – III/ 5 pułku piechoty                  | kpt. Marian Chilewski       |                  |
| → III/1 pułku piechoty Legionów          | kpt. Michał Pakosz          |                  |
| — 9 i 12/1 pułku piechoty Legionów       | kpt. Michał Pakosz          |                  |
| — 10 i 11/1 pułku piechoty Legionów      | ppor. Henryk Gorgoń         |                  |
| → 3 pułk ułanów                          | ppłk Cyprian Bystram        |                  |
| → III/1 pułku artylerii polowej Legionów |                             |                  |
| — 7/1 pułku artylerii polowej Legionów   | ppor. Stanisław Mantel      |                  |
| — 9/1 pułku artylerii polowej Legionów   |                             |                  |
| → 2/1 pułku artylerii ciężkiej           |                             |                  |
| Armia Czerwona                           |                             |                  |
| 14 Armia                                 | Ijeronim Uborewicz          | Front Płd. Zach. |
| ⇒ 44 Dywizja Strzelców                   | Iwan Dubowoj                |                  |
| → 130 Bohuńska BS                        |                             |                  |
| → 131 Taraszczańska BS                   |                             |                  |
| → 132 Płastuńska BS                      |                             |                  |
| → 2 Moskiewska BS                        |                             |                  |

## Walki pod Olszanicą

### Majowe walki 4 Brygady Jazdy
W drugiej fazie polskiej ofensywy na Ukrainie Dywizja Jazdy gen. Jana Romera nocą z 2 na 3 maja zajęła  Białą Cerkiew. Tu otrzymała zadanie osłony południowego skrzydła 3 Armii maszerującej na Kijów i północnego skrzydła 2 Armii. Dywizja miała osiągnąć rejon Karapysze - Mironówka, a równocześnie prowadzić rozpoznanie na Kaniów i Czerkasy. W ramach ubezpieczenia dowódca 4 Brygady Jazdy nakazał 9 pułkowi ułanów zerwać tory na linii kolejowej Karapysze – Olszanica i tym samym uniemożliwić działanie przeciw polskim oddziałom sowieckiego pociągu pancernego. 6 maja 9 p.uł. wzmocniony plutonem artylerii konnej podszedł pod Olszanicę i uszkodził tor, powodując wykolejenie dwóch wagonów pociągu pancernego. Jeden szwadron pozostał w pobliżu pociągu i ogniem utrudniał załodze naprawę toru, a dwa szwadrony uderzyły na Olszanicę. Siły polskie okazały się jednak zbyt słabe i gen. Romer skierował w rejon walk 14 pułk ułanów z baterią 4 dywizjonu artylerii konnej. W międzyczasie Sowieci zdołali naprawić tor i pociąg odjechał do stacji Karapysze.

### Czerwcowe walki grupy „Wasylków”

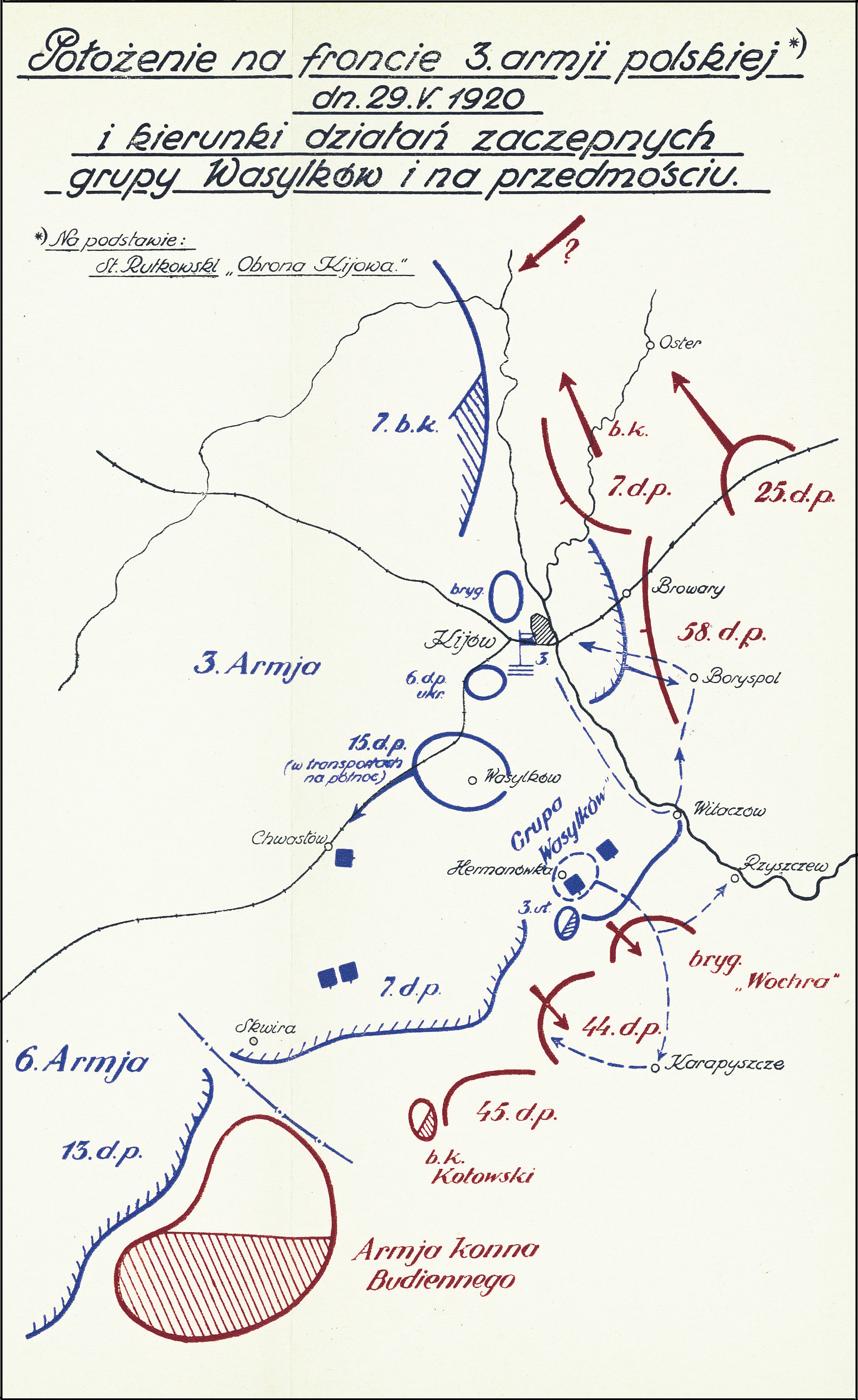
Gen. Tadeusz Kutrzeba,
Wyprawa kijowska 1920 roku

22 maja 1920 dowódca 3 Armii gen. Edward Rydz-Śmigły utworzył grupę „Wasylków” w składzie: 5 pułk piechoty Legionów, III batalion 1 pułku piechoty Legionów, 3 pułk ułanów, III/1 pułku artylerii polowej Legionów i 2 bateria 1 pułku artylerii ciężkiej. Dowodzenie nad grupą objął ppłk Stefan Dąb-Biernacki. Grupa zluzowała odchodzące na północny odcinek frontu polsko-bolszewickiego oddziały 15 Dywizji Piechoty i ubezpieczała działania 3 Armii od południa w pasie od Brotnicz do Trypola. Przeciwnikiem grupy „Wasylków" i sąsiedniej grupy „Biała Cerkiew” były sowieckie brygady: 130 Bohuńska BS, 131 Taraszczańska BS, 132 Płastuńska BS i 2 Moskiewska BS.
Pod koniec maja przed frontem polskiej 3 Armii pojawiła się 1 Armia Konna Siemiona Budionnego. Aby uzyskać swobodę działania przeciwko masom kawalerii, gen. Rydz-Śmigły postanowił rozbić aktywne zgrupowania sowieckiej 12 Armii. 29 maja grupa „Wasylków" otrzymała zadanie zorganizowania wypadu na Olszanicę. Jego głównym celem było odciążenie  atakowanej przez nieprzyjaciela 7 Dywizji Piechoty. W czasie realizacji wypadu oddziały 7 Dywizji Piechoty miały przejść do działań zaczepnych i nacierać wzdłuż linii kolejowej Biała Cerkiew - Czerkasy.
Plan działania
Piechota grupy „Wasylków” miała zebrać się w Hermanówce i stąd uderzyć przez Kahorlik na Olszanicę, opanować tę wioskę i zniszczyć most kolejowy w celu zabezpieczenia się przed akcjami sowieckich pociągów pancernych, a następnie nacierać w kierunku Białej Cerkwi, aby odciąć oddziały nieprzyjaciela od ich bazy operacyjnej w Czerkasach. Zadanie opanowania wiosek Żydostany i Wincentówka otrzymał oddział wydzielony kpt. Stanisława Skwarczyńskiego w składzie II/5 pp Leg. i 9 bateria 1 pap Leg. Oddział współdziałać miał z 3 pułkiem ułanów, który poprzez wykonanie zagonu na Rzyszczów realizował zadanie  osłony lewego skrzydło grupy „Wasylków”. Samodzielnie miał działać także III/5 pp Leg. kpt. Mariana Chilewskiego, który po opanowaniu Mironówki miał utrzymać stację dwiema kompaniami, a dwie pozostałe odesłać do Olszanicy.
Natarcie
31 maja grupa ppłk. Stefana Dęba-Biernackiego rozpoczęła natarcie na Kahorlik i po krótkiej walce wyrzuciła z miejscowości oddziały 132 Brygady Strzelców. Po zdobyciu miejscowości 3 pułk ułanów skierował się na Kaniów, a III/5 pp Leg. pomaszerował wzdłuż torów kolejowych na Mironówkę. Siły główne grupy ruszyły przez Pustowójty–Karapysze na Olszanicę. W godzinach rannych 1 czerwca, idąca w szpicy 10 kompania 1 pp Leg. zajęła Olszanicę, a saperzy przystąpili do niszczenia torów. W Olszanicy ześrodkowały się: III/1 pp Leg., 4 kompania piechoty i 4 kompania ckm z 5 pp Leg. oraz dwie baterie artylerii. W tym czasie III/5 pp Leg. zaskoczył w Mironówce sztab i oddziały tyłowe 44 Dywizji Strzelców, biorąc do niewoli 120 jeńców. Sztab dywizji uszedł do Korsunia, tracąc łączność z podległymi oddziałami.
W związku z sowieckim atakiem na Białą Cerkiew i możliwością okrążenia Grupy, ppłk Dąb-Biernacki zmodyfikował plan działania; nakazał kpt. Chilewskiemu zniszczyć stację kolejową w Mironówce i powrócić do głównych sił grupy. Aby uprzedzić spodziewany sowiecki atak na Olszanicę, 1 czerwca oddziały polskie uderzyły koncentryczne na Rokitno. Działające bez właściwego współdziałania trzy grupy uderzeniowe nie odniosły sukcesu, a ich natarcie utknęło w ogniu 131 i 130 Brygady Strzelców. Sowieci, zaskoczeni pojawieniem się Polaków na ich tyłach, postanowili przebić się na wschód przez Olszanicę. Zorganizowany przez dowódcę 131 BS kombryga Koźkę atak nie uzyskał początkowo powodzenia. Mimo ponad dwukrotnej przewagi przeciwnika, kompanie 1. i 5 pp Leg. broniły się umiejętnie, wykorzystując zabudowę wioski i dogodne stanowiska nad bagnistym brzegiem Horochowatki. Baterie polskie w pojedynku z trzema pociągami pancernymi uszkodziły jeden z nich, ale straciły dwa działa.
Kilka godzin później Sowieci sforsowali most na Horochowatce i zajęli wschodnią część Olszanicy. Kontratakująca 4/5 pp Leg. ppor. Białołusa była zbyt słaba i musiała bagnetami torować sobie drogę odwrotu. Czerwonoarmiści otoczyli dowódcę 5 pułku piechoty Legionów mjr Jerzego Dobrodzickiego i kapelana pułku, ks. Ziółkowskiego. Z opresji uratowali ich żołnierze 4 kompanii. Ostatecznie Polacy wycofali się z Olszanicy na Karapysze. W okrążeniu pozostały 10 i 11 kompania piechoty i 3 kompania ckm 1 pp Leg. Kompanie te pod ogólnym dowództwem ppor. Henryka Gorgonia broniły się pod chutorem Szumlis, a wieczorem zajęły opuszczone przez nieprzyjaciela Rokitno. Stąd zabrał ich przybyły z Białej Cerkwi pociąg pancerny „Paderewski” i przewiózł do opuszczonej już przez oddziały sowieckie Olszanicy. W Rokitnie pozostała 11 kompania. Po południu 2 czerwca Olszanicę ostrzelał sowiecki pociąg pancerny, a nieprzyjacielskie patrole podeszły pod pozycje polskich ubezpieczeń. Dalsze pozostawanie na miejscu groziło otoczeniem i zniszczeniem polskich kompanii. W nocy z 2 na 3 czerwca Polacy zniszczyli stacje w Olszanicy i Rokitnie i rozpoczęli odwrót. Dzięki ukraińskim przewodnikom i informacjom od miejscowej ludności, po 12 godzinnym marszu kompanie bez strat własnych dołączyły do sił głównych grupy „Wasylków” zgrupowanych w Hermanówce.

## Bilans walk
Wypad na Olszanicę zakończył się niepowodzeniem. Nie zdołano rozbić atakujących Białą Cerkiew oddziałów 44 Dywizji Strzelców. Zawiodło współdziałanie oddziałów polskich. 7 Dywizja Piechoty nie podjęła natarcia i nie przyszła z pomocą walczącym na tyłach przeciwnika oddziałom grupy „Wasylków". Niemniej jednak akcja polska zmusiła dwudywizyjną grupę Jakira do odwrotu, co skomplikowało położenie 1 Armii Konnej i wywołało zaniepokojenie głównodowodzącego Siergieja Kamieniewa. Polacy wzięli do niewoli 276 jeńców, zdobyli 23 ckm-y, 4 samochody i część taborów 44 Dywizji Strzelców. W wypadzie na Olszanicę Polacy stracili około 120 poległych, rannych i zaginionych, dwa działa i cztery ckm-y.